# بويان ميهايلوفيتش (لاعب كرة قدم)
بويان ميهايلوفيتش هو لاعب كرة قدم بوسني في مركز الدفاع، ولد في 15 سبتمبر 1988 في فوتشا في البوسنة والهرسك. لعب مع نادي أويبست ونادي بانانتس.

## وصلات خارجية
- بويان ميهايلوفيتش على موقع قاعدة بيانات كرة القدم.إي يو (الإنجليزية)
- بويان ميهايلوفيتش على موقع Soccerway.com (الإنجليزية)